# لشکرکشی هند شرقی هلند
لشکرکشی هند شرقی هلند مجموعه نبردهایی است که برای اشغال هند شرقی هلند (اندونزی کنونی) توسط ژاپن در خلال سال‌های ۱۹۴۱ تا ۱۹۴۲ میلادی انجام گرفت و منجر به پیروزی ژاپن و تصرف این منطقه به دست آنان شد. این نبردها بخشی از جنگ اقیانوس آرام در جنگ جهانی دوم بود. هند شرقی به دلیل منابع غنی نفت خام توسط ژاپنی‌ها مورد هدف قرار گرفت که در طول جنگ به یک دارایی حیاتی تبدیل شد. لشکرکشی و متعاقب آن سه سال و نیم تصرف هند شرقی هلند توسط ژاپن همچنین یک عامل اصلی در پایان حکومت استعماری امپراتوری هلند در منطقه بود.
ژنرال داگلاس مک‌آرتور می‌خواست با نیروهای متفقین جنگ جهانی دوم برای آزادسازی جاوه در سال‌های ۱۹۴۴–۱۹۴۵ مبارزه کند، اما فرماندهان مشترک و رئیس‌جمهور روزولت به او دستور دادند که این کار را نکند. ایالات متحده پایگاه دریایی موروتای را ساخت، یک پایگاه بزرگ ایالات متحده که در سپتامبر ۱۹۴۴ پس از نبرد موروتای برای اجرای عملیات در فیلیپین افتتاح شد. برخی از پایگاه‌های استرالیا در طول جنگ ساخته شدند. اما، اشغال ژاپن رسماً با تسلیم ژاپن در اقیانوس آرام پایان یافت (روز پیروزی بر ژاپن) و دو روز بعد احمد سوکارنو استقلال اندونزی را اعلام کرد؛ نیروهای اندونزی چهار سال آینده را صرف مبارزه با هلند برای استقلال کردند. به گفته مورخ تئودور فرند، خویشتن‌داری آمریکایی‌ها از جنگیدن به جاوه جان ژاپنی‌ها، جاوه‌ای، هلندی‌ها و آمریکایی‌ها را نجات داد، اما همچنین مانع حمایت بین‌المللی از استقلال اندونزی شد.